# 阿比迪·艾沙蘇利
阿卜杜勒-薩馬德·艾沙蘇利（阿拉伯语：عبد الصمد الزلزولي；2001年12月17日—），是摩洛哥職業足球員，司職翼鋒，現效力西甲球會貝迪斯，並代表摩洛哥參與國際賽事。

## 球會生涯

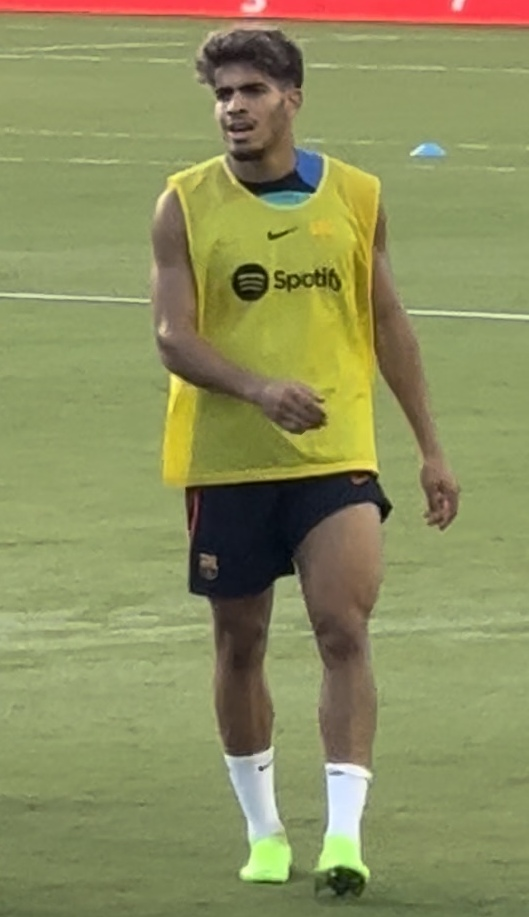
艾沙蘇利在2022年效力巴塞隆拿

### 早年生涯
艾沙蘇利出生於摩洛哥，並在年幼時與家人移民到西班牙。艾沙蘇利曾效力於地區的多間球會的青年軍。他曾在該地區的最大球會埃尔切試訓，但並未獲得一紙合約。他在2016年加入靴高斯的青年隊。2019年12月，他在對陣奧洛特的比賽中上首次為球會一隊上陣，比賽最終以0–0完場。

### 巴塞隆拿
2021年8月31日，巴塞隆拿啟動了艾沙蘇利合約中價值200萬歐元解約條款，與他簽下一紙為期三年的合約，他將先為球會B隊上陣。同年10月30日，他在對陣艾拉維斯的西甲比賽中首次為球會一隊上陣，成為首位為巴塞隆拿上陣的摩洛哥球員。同年12月12日，他在對陣奧沙辛拿的2–2和局中首次為巴塞隆拿入球。

#### 外借奧沙辛拿
2022年9月，他與巴塞隆拿續約後隨即被外借到奧沙辛拿。同月4日，他在對陣華歷簡奴的比賽中首次為球隊上陣，於比賽第81分鐘後備上陣，並助攻了球隊致勝一球，奧沙辛拿最終以2–1險勝對手。 
2023年1月26日，艾沙蘇利在對陣西維爾的國王盃半準決賽中首次為球隊入球，協助球隊以2–1勝出晉級。同年2月26日，他再次在對陣西維爾時取得入球，協助球隊在聯賽中以3–2擊敗對手。

### 貝迪斯
2023年9月1日，西甲球會貝迪斯宣布簽入艾沙蘇利，合約為期五年，轉會費據報為750萬歐元，並設有回購條款。同月9日，他在對陣舊東家巴塞隆拿的5–0敗仗中首次為球隊上陣。同年10月1日，他在對陣華倫西亞的比賽中射入加盟以來首個入球，協助球隊以3–0擊敗對手。

## 國家隊生涯
艾沙蘇利擁有代表摩洛哥和西班牙國家隊的資格。他曾在2020年U20阿拉伯盃代表摩洛哥U20，並在五場比賽中射入兩球。2021年12月，艾沙蘇利婉拒了在2021年非洲國家盃代表摩洛哥的機會。
2022年3月17日，艾沙蘇利首次入選摩洛哥國家隊，備戰對陣剛果的世界盃外圍賽賽事。同年9月23日，他在對陣智利的熱身賽中上演國家隊地標戰，協助球隊以2–0勝出。
2022年11月10日，他入選摩洛哥的2022年世界盃參賽名單。
2023年6月，他代表摩洛哥U23主場出戰由摩洛哥舉辦的2023年非洲U-23國家盃，並獲選為球隊隊長。他在上陣的四場比賽中共射入三個入球，以及交出三個助攻，協助球隊奪得冠軍，並獲得參與2024年奧運會的資格。

## 生涯統計

### 球會
最後更新：2024年5月25日
| 效力球會         | 球季     | 聯賽     | 聯賽 | 聯賽 | 國家盃賽 | 國家盃賽 | 歐洲賽 | 歐洲賽 | 其他 | 其他 | 總計 | 總計 |
| 效力球會         | 球季     | 聯賽     | 上陣 | 入球 | 上陣     | 入球     | 上陣   | 入球   | 上陣 | 入球 | 上陣 | 入球 |
| ---------------- | -------- | -------- | ---- | ---- | -------- | -------- | ------ | ------ | ---- | ---- | ---- | ---- |
| 靴高斯B隊        | 2019–20  | 西丙     | 17   | 5    | —        | —        | —      | —      | —    | —    | 17   | 5    |
| 靴高斯B隊        | 2020–21  | 西丙     | 8    | 0    | —        | —        | —      | —      | —    | —    | 8    | 0    |
| 靴高斯B隊        | 總計     | 總計     | 25   | 5    | —        | —        | —      | —      | —    | —    | 25   | 5    |
| 靴高斯           | 2019–20  | 西乙B    | 4    | 0    | 1        | 0        | —      | —      | —    | —    | 5    | 0    |
| 靴高斯           | 2020–21  | 西乙B    | 17   | 2    | 0        | 0        | —      | —      | —    | —    | 17   | 2    |
| 靴高斯           | 總計     | 總計     | 21   | 2    | 1        | 0        | —      | —      | —    | —    | 22   | 2    |
| 巴塞隆拿B隊      | 2021–22  | 西協甲   | 21   | 3    | —        | —        | —      | —      | —    | —    | 21   | 3    |
| 巴塞隆拿         | 2021–22  | 西甲     | 10   | 1    | 1        | 0        | 0      | 0      | 1    | 0    | 12   | 1    |
| 巴塞隆拿         | 2023–24  | 西甲     | 2    | 0    | —        | —        | —      | —      | —    | —    | 2    | 0    |
| 巴塞隆拿         | 總計     | 總計     | 12   | 1    | 1        | 0        | 0      | 0      | 1    | 0    | 14   | 1    |
| 奧沙辛拿（外借） | 2022–23  | 西甲     | 28   | 4    | 6        | 2        | —      | —      | —    | —    | 34   | 6    |
| 貝迪斯           | 2023–24  | 西甲     | 26   | 1    | 2        | 3        | 8      | 1      | —    | —    | 36   | 5    |
| 生涯總計         | 生涯總計 | 生涯總計 | 133  | 16   | 10       | 5        | 8      | 1      | 1    | 0    | 152  | 22   |

1. ↑  於西班牙超級盃上陣。
2. ↑  其中六場歐霸盃、兩場歐協聯。
3. ↑  於歐霸盃入球。

### 國家隊
最後更新：2024年1月30日
| 代表國家隊 | 年份 | 上陣 | 入球 |
| ---------- | ---- | ---- | ---- |
| 摩洛哥     | 2022 | 5    | 0    |
| 摩洛哥     | 2023 | 6    | 0    |
| 摩洛哥     | 2024 | 4    | 0    |
| 總計       | 總計 | 15   | 0    |

## 榮譽

### 國家隊
摩洛哥U23
- 非洲U-23國家盃：2023[32][35]

### 個人
- 非洲U-23國家盃金靴獎：2023[39]
- 非洲U-23國家盃最佳陣容：2023[40]

勳章
- 摩洛哥王位勳章（英语：Order of the Throne）2級：2022[41]

## 外部連結
- 巴塞隆拿官網上的球員檔案 （页面存档备份，存于）
- 西甲官網上的球員檔案 （页面存档备份，存于）
- Soccerway資料庫：阿比迪·艾沙蘇利
- 阿比迪·艾沙蘇利在BDFutbol中的档案